# Christophorus (opera)

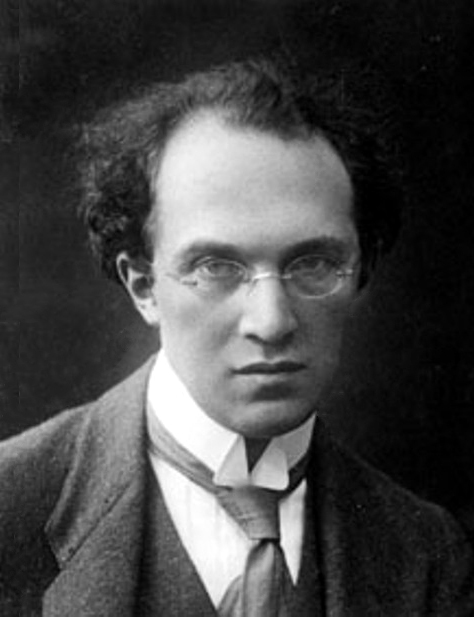
Franz Schreker 1912

Christophorus, oder Die Vision einer Oper är en tysk opera i prolog, två akter och epilog med musik och libretto av Franz Schreker. 

## Historia
Der Schatzgräber från 1920 var den sista av Franz Schrekers operor som gjorde riktig succé. De nästföljande 12 åren skulle han skriva ytterligare fyra scenverk, men hans postromantiska musik var inte längre samtidens musik. Efter fiaskot med Irrelohe försökte han anamma tidens senaste musikstil, Zeitoper, med dess moderna inslag av vardagliga ting såsom telefon, bilar och jazzmusik. Schreker skrev själv librettot 1924 om en musikstudent som komponerar en opera om helgonet Kristoffer (grekiska:Christóforos). Schreker tillägnade operan Arnold Schönberg och beskrev det som "någonting mitt emellan drama, melodram och opera". På ett djupare plan handlar operan om konstnären som människa, konstnärens och konstnärskapets degeneration i samtidens tyska musikvärld. Verket går att ses autobiografiskt men kompositören Anselms världsbild är mer formad av Nietzsche och Thomas Mann än saker som kan tillskrivas Schreker själv.
Schreker fullbordade operan först 1928 men hans musikförlag Universal Edition var tveksamma till att anta verket och i den gryende antisemitismen i Tyskland hade Schreker svårigheter att finna ett förlag betydelsefullt nog att kunna övertala ett operahus att iscensätta verket. 1931 skulle operan ha satts upp i Freiburg im Breisgau men premiären skedde först den 1 oktober 1978 i just Freiburg.

## Karaktärer
- Mäster Johann (bas)
- Lisa, hans dotter (sopran)
- Christophorus (baryton)
- Anselm (tenor)

## Handling
En musiklärare ber sina studenter att skriva en stråkkvartett om den helige Kristoffer. En av studenterna, Anselm, föredrar att komponera en opera över ämnet. I rollen som djävulen utser han Lisa som han är djupt förälskad i. 